# 内藤信朋
内藤 信朋（ないとう のぶとも、寛文12年（1672年） - 延享4年2月24日（1747年4月3日））は、江戸時代中期の村上藩内藤家の分家当主・内藤信有の子。旗本（5000石）。知行地は駿河国・富士郡および駿東郡。通称は源三郎、釆女。官位は従五位下・越前守。妻は内藤信良の娘。子に信旨、信邦、中条信秀妻。養子に信庸、信旨の娘（信庸の妻）。
延宝9年（1681年）2月12日徳川綱吉に御目見する。正徳元年（1711年）12月19日、父・信有の家督を継ぎ、小普請となる。享保4年（1719年）6月25日小普請組支配となり、同年12月18日布衣の着用を許される。同9年（1724年）12月15日書院番頭に転じ、18日従五位下・越前守に叙任された。
享保13年（1728年）8月12日に大番頭となり、また15年（1730年）2月15日からは留守居役を務めた。延享2年の徳川重好誕生の際には、蟇目の役を務めたという。
延享4年（1747年）2月24日、江戸において死す。享年76。法名：浄繁。葬地は三田浄閑寺とされている（「寛政譜」新訂13巻204頁）。